# 渋川タウンバス
渋川タウンバス（しぶかわタウンバス）は群馬県渋川市のコミュニティバスである。日本中央交通と関越交通が受託している。

## 現行路線

### 渋川温泉 - 渋川スカイランドパーク線
- 渋川温泉 - 八木原駅前 - 行幸田団地 - 豊秋団地北 - 渋川駅 - 市民会館前 - 渋川スカイランドパーク - はるな平和墓地
  - 日本中央交通が受託。

### 渋川温泉 - りんご団地線
- 渋川温泉 - 行幸田 - 渋川駅 - 川原町 - 御蔭 - （渋川スカイランドパーク） - りんご団地南 - りんご団地
  - 関越交通が受託。
  - 2016年3月31日をもって、金井団地南－西群馬病院間を廃止。4月1日から、りんご団地へ乗り入れ。

### 青葉台団地経由原沢医院線
- 渋川駅 - 阿久津 - 金井中の町 - 青葉台第一 - りんご団地 - 原沢医院
  - 関越交通が受託。
  - 2016年3月31日をもって、金井団地－西群馬病院間を廃止。4月1日から、りんご団地・原沢医院へ乗り入れ。

### 深山線
- 渋川駅 - 天竜橋 - 集成館前 - 敷島駅前 - （ユートピア赤城） - 六萬 - 年丸橋 - 深山
  - 関越交通が受託。

### 勝保沢線
- 渋川駅 - 天竜橋 - 赤城地区住民センター前 - 勝保沢 - 赤城総合運動自然公園
  - 関越交通が受託。

### 南柏木線
- 渋川駅 - 天竜橋 - 三原田 - 溝呂木四つ角 - 向橋 / 栄 - 南柏木
  - 関越交通が受託。

### 神田原・祖母島線
- 渋川駅 - 阿久津 - 金井中の町 - 金島駅 - 北渋川 - 祖母島駅入口 - 神田原 - 北渋川 - 金島駅 - 金井中の町 - 阿久津 - 渋川駅
→方向が左回り、←方向が右回り。
  - 関越交通が受託。
  - 日曜運休。
  - ジャンボタクシーで運転。

### 小野上温泉線
- 渋川駅 - 子持山学園入口 / 子持総合支所入口 - 長尾小学校下 - 小野子 - 小野上駅 - 小野上温泉センター
  - 関越交通が受託。
  - 日曜運休。

### 桜の木線
- 渋川駅 - 阿久津 - 子持総合支所入口 - 暮沢 - 上野入口
  - 関越交通が受託。

### 北橘循環線
- 渋川駅 - 北町 - 北橘総合支所西 - 上南室 - （上南室病院入口） - 北橘総合支所前 - 阪東橋東 - 八木原駅 - 行幸田東 - 渋川駅
→方向が北回り、←方向が南回り。
  - 日本中央交通が受託。
  - 旧北橘村営バス。

### 北橘北町線
- 北小西門 - 北町 - 下小室集落センター - 北橘総合支所西 - 箱田 - ばんどうの湯 - 循環器病院
  - 日本中央交通が受託。
  - 旧北橘村営バス。
  - 日曜運休。